# Fumetti dei Transformers
I Transformers sono un gruppo di personaggi immaginari dei fumetti ispirati alla omonima serie di giocattoli della Hasbro. Sono stati protagonisti di diverse serie a fumetti edite negli Stati Uniti d'America dalla Marvel Comics e poi da altri editori.

## Storia editoriale

### Edizione Marvel
A seguito del successo della serie televisiva animata Transformers, la Marvel Comics produsse una prima serie a fumetti edita dal 1984 al 1991 pubblicata per ottanta numeri, oltre a quattro miniserie spin-off. Successivamente venne edita una seconda serie, Transformers: Generation 2, edita dal 1993 per dodici numeri. Una nuova serie venne prodotta poi dalla Dreamwave Productions dal 2002 al 2004 e, dal 2005, i diritti passarono alla IDW Publishing che dal 2006 fece esordire una quarta serie oltre a diverse serie limitate. Oltre a questi tre principali editori, ce ne sono stati molti altri più piccoli con vari gradi di successo.
La prima serie della Marvel (parzialmente pubblicata anche in Italia dall'Editoriale Domus e poi dalla Play Press), va dallo schianto dell'Arca sulla Terra fino ad un vicino futuro in cui Autorobot e Distructor vengono convinti da un emissario di Primus a seppellire l'ascia di guerra per sempre; nel 1992, in una miniserie di 12 numeri, Generation 2, i Transformers uniti si battono contro Distructor rinnegati scomparsi millenni prima che non hanno mai ceduto le armi. In Inghilterra viene prodotta una lunga serie "sponsorizzata" dalla Marvel ma molto indipendente; qui come negli ultimi numeri di Generation 1 e Generation 2 si impone lo sceneggiatore Simon Furman. Ma la crisi del fumetto americano avviata nei primi anni novanta costringe alla chiusura; i personaggi spariranno dal mercato USA per molto tempo.
All'inizio della prima serie la Marvel produsse dei crossover; dopo alcune apparizioni dell'Uomo Ragno, con il costume simbionte nero nei primi albi, si decise di collegare l'universo narrativo dei Transformers non con quello dei supereroi, ma con quello della squadra speciale dell'esercito americano, i G.I. Joe, e viene prodotta una miniserie di quattro numeri ambientati in parallelo ai numeri 23-24 di Generation 1 e successivamente gli avversari della serie G.I. Joe, il gruppo terrorista Cobra, daranno il via agli eventi che introdurranno la serie Generation 2. Stando alla scheda del personaggio Testa di Morte (Death's Head in originale, un killer robotico incontrato sia da Transformers che da altri personaggi Marvel) nel terzo volume del All-New Official Handbook of the Marvel Universe A to Z, i Transformers dovrebbero esistere negli universi Marvel Terra-120185 (Marvel UK) e Terra-91274 (Marvel USA).
In Giappone i Transformers hanno sempre avuto un successo più modesto ma, nonostante questo, più duraturo; nel decennio 1990-2000 vengono prodotti manga ispirati a Generation 1 e al successivo Beast Wars finora non pubblicato in occidente.

### Edizione Dreamwave
Dopo dieci anni, i Transformers ritornano a essere pubblicati della Dreamwave di Pat Lee; la miniserie di sei numeri Transformers Generation 1 (più un numero 0 pilota), con stile manga, balza in testa alle classifiche. La continuity si stacca dal filone Marvel pur rispettandone le premesse; dopo il risveglio sulla Terra nel 1984, i piccoli plotoni di Autorobot e Distructor si sono scontrati per quindici anni, tentando di tornare a casa o almeno di comunicare con i compagni lontani; a un certo punto i governi terrestri decidono di rompere la neutralità e incaricano un contingente multinazionale al comando di Optimus Prime; in seguito a una battaglia, Megatron viene battuto e catturato e Prime decide di tornare a Cybertron, e i suoi costruiscono con l'aiuto dell'ONU la nave Arca 2; Optimus offre a un piccolo gruppo di umani la possibilità di un viaggio nel cosmo ma il giorno della partenza l'Arca 2 esplode in volo sopra l'Artico; per tre anni tutto tace.
Il successo di Generation 1 dà via libera ad altri progetti come la miniserie G1 (vol. 2): Guerra e Pace di sei numeri; una serie regolare di G1; la serie Transformers Armada, che dal n. 19 cambia nome in Transformers Energon; la miniserie The War Within in tre volumi ambientata nel passato della Grande Guerra; l'abbozzo di possibili altre serie tratte da Beast Wars e Robots in Disguise; l'enciclopedia dei Transformers, More Than Meets The Eye. La Dreamwave affida i testi a Simon Furman ma anche a nuove leve e assume giovani disegnatori sconosciuti che da anni mettono in mostra sulla rete piccoli campioni della loro passione per i Transformers (tra cui Guido Guidi).
Nonostante il successo di vendite, pubblico e critica, la Dreamwave (che intanto si è staccata dalla Image in cui era nata) fa bancarotta; a dicembre 2004 escono gli ultimi episodi delle storie in corso; circa un anno dopo la società si riprende grazie ad un finanziatore esterno, ma alcuni diritti sono ormai persi perché i marchi non sono interni alla casa, e tra questi i Transformers, che la Hasbro ha affidato alla IDW Publishing.

#### Elenco pubblicazioni
- Transformers Generation 1 (un numero pilota + 6 episodi)
- Transformers Generation 1 volume 2: Guerra e Pace (un numero pilota + 6 episodi)
- Transformers Generation 1 serie regolare (un numero pilota + 10 episodi; incompiuta)
- Transformers Armada (numero pilota)
- Transformers Armada volume 1: Primo contatto (numeri 1/5)
- Transformers Armada volume 2: Fortezza (numeri 6/11)
- Transformers Armada volume 3: Worlds collide (numeri 12/18)
- Transformers Energon serie regolare (episodi 19/30; incompiuta)
- Transformers The War Within (miniserie di 6 numeri)
- Transformers The War Within volume 2: the Dark Ages (miniserie di 6 numeri)
- Transformers The War Within volume 3: the Age of Wrath (miniserie di 6 numeri, solo 3 pubblicati)
- Transformers More Than Meets The Eye (8 numeri)
- Transformers Armada More Than Meets The Eye (3 numeri)
- Transformers: Summer Special (numero unico)

I crossover con la Devil's Due:
- Transformers vs GI Joe (miniserie di 6 numeri)
- Transformers vs GI Joe 2: Divided front (miniserie di 6 numeri, solo 1 pubblicato)

La Devil's Due, che all'epoca possedeva la licenza del marchio G.I. Joe, aveva un accordo per produrre a sua volta due crossover, che sono diventati poi quattro:
- GI Joe vs the Transformers (mini di 6 numeri)
- GI Joe vs the Transformers II (numero 0 speciale con pagine del numero 1 + mini di quattro numeri)
- GI Joe vs the Transformers III: the Art of War (mini di 5 numeri)
- GI Joe vs the Transformers IV: Black Horizon (mini di due numeri da 48 pagine ciascuno)

The Art of War mostra SerpentOR (Serpent Organic Robot), trasformando il personaggio originale da amalgama genetico di famosi condottieri a cyborg costruito con pezzi di Megatron. Black Horizon mostra un'alleanza inedita tra i nemici dei film GI Joe il film e Transformers il film: gli abitanti di Cobra-La e il divoratore di mondi Unicron.

### Edizione IDW
Rilevando i diritti dalla Hasbro, la IDW ha scelto di creare un remake della serie a cartoni originale (prendendo spunto anche da altre serie) ambientata in un nuovo ed assai diverso universo.
Le differenze più significative con le precedenti serie sono che qui i Transformers sono in incognito, cioè si nascondono al mondo; sono arrivati di loro iniziativa solo qualche anno prima degli eventi raccontati; i Decepticon non attaccano apertamente preferendo fomentare l'instabilità politica (su molti mondi), gli Autobot si limitano ad ostacolarli in segreto; Cybertron è stata tanto devastata dalla guerra, che l'intera superficie è radioattiva, impedendo agli abitanti di viverci; i comandi delle due fazioni sono in stazioni orbitanti; Megatron e Optimus Prime sono lì, il comando delle operazioni sulla Terra è affidato a Starscream e Prowl, i due leader arriveranno più avanti. I personaggi mantengono un design ed una personalità simile alle loro controparti nippo-americane degli anni '80 anche se molti personaggi mantengono solo il colore e/o la forma robotica simili agli originali, mentre a cambiare è il veicolo (esempio: Jazz nella serie G1 era una Porsche 935 Turbo bianca blu e rossa, in questi fumetti mantiene il colore e un po' la forma antropomorfa mentre l'auto è una Porsche 997). Da sottolineare è il motivo della guerra: al contrario delle altre serie dove Megatron univa l'esercito Decepticon poiché assetato di potere, nell'IDW G1 Megatron era un semplice ed umile minatore sfruttato (insieme ai suoi colleghi) dal senato corrotto del Cybertron pre-bellico (una società simile all'antica Roma); nonostante egli (come Orion Pax, successivamente Optimus Prime) cerchi di fare movimenti rivoluzionari pacifici, alla fine creerà un potente ed illegale esercito poiché inizia a convincersi che l'unico modo per ottenere la pace è attraverso la tirannia. Orion Pax, una volta diventato Prime creerà il suo esercito (Autobot) anch'esso basato sulla libertà ma senza violenza e le due fazioni scoppieranno nella Grande Guerra che durerà milioni d'anni. Le prime serie erano incentrate durante il periodo di guerra ed infiltrazione sulla Terra per poi seguire con la fine del conflitto, un Cybertron restaurato, una nascente popolazione neutrale (NAIL) che odia e dichiara illegali entrambe le ex-fazioni, un tentativo fallito del disertore Shockwave di cancellare tempo e spazio per ricrearli a suo piacimento, la redenzione di Megatron ed il suo conseguente passaggio dalla parte degli Autobot, e molti numerosissimi altri eventi.
La continuità dei fumetti IDW è una delle più uniche e durature storie dell'intera saga Transformers poiché è compresa in parte dall'Universo Marvel e gioca un ruolo fondamentale nell'Universo Hasbro, ovvero un maxi universo (con libri e fumetti) crossover di molte altre serie: Star Trek, Ghostbusters, G.I. Joe, Micronauti, Rom, Jem, Action Man, M.A.S.K., Clue e Visionaries.

#### Elenco pubblicazioni
- The Transformers: Infiltration (2005-2006)
- The Transformers: Stormbringer (2006)
- The Transformers: Spotlight (2006-2013)
- The Transformers: Escalation (2006-2007)
- The Transformers: Megatron Origins (2007)
- New Avengers/Transformers (2007)
- The Transformers: Devastation (2007-2008)
- Revelation (2008)
- The Transformers: All Hail Megatron (2008-2009)
- The Transformers: Maximum Dinobots (2008-2009)
- The Transformers: Continuum (2009)
- The Transformers (2009-2011)
- The Transformers: Bumblebee (2009-2010)
- The Transformers: Last stand of the Wreckers (2010)
- The Transformers: Ironhide (2010)
- The Transformers: Drift (2010)
- The Transformers: Infestation (2010)
- The Transformers: Heart of Darkness (2011)
- Transformers: The death of Optimus Prime (2011)
- The Transformers: More than Meets the Eye (2012-2016)
- The Transformers: Autocracy (2012)
- The Transformers: Robots in Disguise (2012-2016)
- The Transformers: Monstrosity (2013)
- Dark Cybertron (2013-2014)
- The Transformers: Windblade (2014)
- The Transformers: Punishement (2014)
- The Transformers: Primacy (2014)
- The Transformers: Drift - Empire of Stone (2014-2015)
- The Transformers: Windblade Vol.2 (Combiner Wars) (2015)
- The Transformers: Combiner Hunters (2015)
- The Transformers: Redemption (2015)
- The Transformers: Sins of the Wreckers (2015)
- The Transformers Holiday Special (2015)
- The Transformers: Till All Are One (2016-2017)
- Titans Return (2016)
- Revolution (2016-2017)
- Optimus Prime (2016-2018)
- The Transformers: Lost Light (2016-2018)
- G.I. Joe vol. 5 (2016-2018)*
- Revolutionaries (2017)
- Micronauts: Wrath of Kraza (2017)
- The Transformers: Salvation (2017)
- Rom vs. Transformers: Shining Armor (2017)
- First Strike (2017)
- Transformers vs. Visionaries (2018)
- Transformers: Requiem of the Wreckers (2018)
- Transformers: Unicron (2018)

*Sebbene non riguardi direttamente la serie Transformers, la presenza dell'ex Decepticon Skywarp come nuovo membro dei G.I. Joe rende il fumetto parte di questa lista.